# Tabia ben Yitzhaq ben Abraham
Tabia ben Yitzhaq ben Abraham was hogepriester van de Samaritanen van 1752 tot 1787. Volgens de Samaritaanse traditie was hij de 117e hogepriester sinds Aäron.
Gedurende Tabia's leven, zag het er lang naar uit dat met hem de Samaritaanse priesterfamilie zou uitsterven. Tabia was de laatst overgebleven mannelijke telg uit de familie en door conflicten tussen de verschillende Samaritaanse families liet geen van de andere families een van hun dochters met hem trouwen. Pas toen Tabia al op gevorderde leeftijd was, werd een compromis gesloten en trouwde hij met vrouw uit een Samaritaanse familie uit Jaffa. Bij haar kreeg hij een zoon, Shalma, door wie de priesterlijke lijn bleef voortbestaan.